# Wolfango Zappasodi
Wolfango Zappasodi (Spinetoli, 23 luglio 1933 – Roma, 23 novembre 2004) è stato un politico italiano.

## Biografia
Medico primario di urologia, fu assessore comunale del PSI ad Ascoli Piceno dal 1990 al 1992, venne poi eletto senatore della Repubblica nell'XI legislatura, rimanendo in carica dal 1992 al 1994. 
Appassionato di atletica leggera, fu per 10 anni presidente dell'ASA (Associazione Sportiva Ascoli) e poi presidente onorario della stessa.
Morì all'età di 71 anni, il 23 novembre 2004.